# Calificările pentru Campionatul Mondial de Fotbal 2018 (UEFA) – Grupa B
Grupa B este una din cele 9 grupe UEFA din calificările pentru Campionatul Mondial de Fotbal 2018. Din această grupă fac parte:   Elveția,  Letonia,  Insulele Feroe,  Ungaria,  Andorra și  Portugalia. 
Tragerea la sorți pentru prima fază (faza grupelor), a avut loc pe 25 iulie 2015, la Palatul Konstinovsky din orașul Sankt Petersburg, Rusia.
Câstigatorii de grupe se vor califica direct pentru Campionatul Mondial de Fotbal 2018. Cele mai bune echipe de pe locul doi se vor califica în play-off.

## Clasament
| Loc | Echipa             | MJ | V | E | Î | GM | GP | DG  | Pct | Calificare                                       |
| --- | ------------------ | -- | - | - | - | -- | -- | --- | --- | ------------------------------------------------ |
| 1   | Portugalia (Q)     | 10 | 9 | 0 | 1 | 32 | 4  | +28 | 27  | Calificare la Campionatul Mondial de Fotbal 2018 |
| 2   | Elveția (A)        | 10 | 9 | 0 | 1 | 23 | 7  | +16 | 27  | Posibil Runda secundă                            |
| 3   | Ungaria (E)        | 10 | 4 | 1 | 5 | 14 | 14 | 0   | 13  |                                                  |
| 4   | Insulele Feroe (E) | 10 | 2 | 3 | 5 | 4  | 16 | −12 | 9   |                                                  |
| 5   | Letonia (E)        | 10 | 2 | 1 | 7 | 7  | 18 | −11 | 7   |                                                  |
| 6   | Andorra (E)        | 10 | 1 | 1 | 8 | 2  | 23 | −21 | 4   |                                                  |

1. ↑  Cele mai bune echipe de pe locul doi se vor califica în play-off.

## Meciurile
Meciurile au fost confirmate de UEFA la 26 iulie 2015, în ziua următoare extragerii.
| Andorra | 0–1                         | Letonia    |
| ------- | --------------------------- | ---------- |
|         | Report (FIFA) Report (UEFA) | Šabala 48' |

| Insulele Feroe | 0–0                         | Ungaria |
| -------------- | --------------------------- | ------- |
|                | Report (FIFA) Report (UEFA) |         |

| Elveția                | 2–0                         | Portugalia |
| ---------------------- | --------------------------- | ---------- |
| Embolo 24' Mehmedi 30' | Report (FIFA) Report (UEFA) |            |

| Ungaria         | 2–3                         | Elveția                                 |
| --------------- | --------------------------- | --------------------------------------- |
| Szalai 53', 71' | Report (FIFA) Report (UEFA) | Seferović 51' Rodríguez 67' Stocker 89' |

| Letonia | 0–2                         | Insulele Feroe               |
| ------- | --------------------------- | ---------------------------- |
|         | Report (FIFA) Report (UEFA) | Nattestad 19' Edmundsson 70' |

| Portugalia                                        | 6–0                         | Andorra |
| ------------------------------------------------- | --------------------------- | ------- |
| Ronaldo 2', 4', 47', 68' Cancelo 44' A. Silva 86' | Report (FIFA) Report (UEFA) |         |

| Andorra           | 1–2                         | Elveția                      |
| ----------------- | --------------------------- | ---------------------------- |
| A. Martínez 90+1' | Report (FIFA) Report (UEFA) | Schär 19' (pen.) Mehmedi 77' |

| Insulele Feroe | 0–6                         | Portugalia                                                      |
| -------------- | --------------------------- | --------------------------------------------------------------- |
|                | Report (FIFA) Report (UEFA) | A. Silva 12', 22', 37' Ronaldo 65' Moutinho 90+1' Cancelo 90+3' |

| Letonia | 0–2                         | Ungaria                |
| ------- | --------------------------- | ---------------------- |
|         | Report (FIFA) Report (UEFA) | Gyurcsó 10' Szalai 77' |

| Ungaria                                  | 4–0                         | Andorra |
| ---------------------------------------- | --------------------------- | ------- |
| Gera 34' Lang 43' Gyurcsó 73' Szalai 88' | Report (FIFA) Report (UEFA) |         |

| Portugalia                                       | 4–1                         | Letonia     |
| ------------------------------------------------ | --------------------------- | ----------- |
| Ronaldo 28' (pen.), 85' Carvalho 70' Alves 90+2' | Report (FIFA) Report (UEFA) | Zjuzins 67' |

| Elveția                       | 2–0                         | Insulele Feroe |
| ----------------------------- | --------------------------- | -------------- |
| Derdiyok 27' Lichtsteiner 83' | Report (FIFA) Report (UEFA) |                |

| Andorra | 0–0                         | Insulele Feroe |
| ------- | --------------------------- | -------------- |
|         | Report (FIFA) Report (UEFA) |                |

| Elveția   | 1–0                         | Letonia |
| --------- | --------------------------- | ------- |
| Drmić 66' | Report (FIFA) Report (UEFA) |         |

| Portugalia                    | 3–0                         | Ungaria |
| ----------------------------- | --------------------------- | ------- |
| A. Silva 32' Ronaldo 36', 65' | Report (FIFA) Report (UEFA) |         |

| Andorra   | 1–0                         | Ungaria |
| --------- | --------------------------- | ------- |
| Rebés 26' | Report (FIFA) Report (UEFA) |         |

| Insulele Feroe | 0–2                         | Elveția               |
| -------------- | --------------------------- | --------------------- |
|                | Report (FIFA) Report (UEFA) | Xhaka 36' Shaqiri 59' |

| Letonia | 0–3                         | Portugalia                    |
| ------- | --------------------------- | ----------------------------- |
|         | Report (FIFA) Report (UEFA) | Ronaldo 41', 63' A. Silva 67' |

| Ungaria                           | 3–1                         | Letonia       |
| --------------------------------- | --------------------------- | ------------- |
| Kádár 6' Szalai 26' Dzsudzsák 68' | Report (FIFA) Report (UEFA) | Freimanis 40' |

| Portugalia                                            | 5–1                         | Insulele Feroe  |
| ----------------------------------------------------- | --------------------------- | --------------- |
| Ronaldo 3', 28' (pen.), 65' Carvalho 58' Oliveira 85' | Report (FIFA) Report (UEFA) | Baldvinsson 38' |

| Elveția                             | 3–0                         | Andorra |
| ----------------------------------- | --------------------------- | ------- |
| Seferović 43', 63' Lichtsteiner 67' | Report (FIFA) Report (UEFA) |         |

| Insulele Feroe | 1–0                         | Andorra |
| -------------- | --------------------------- | ------- |
| Rólantsson 32' | Report (FIFA) Report (UEFA) |         |

| Ungaria | 0–1                         | Portugalia   |
| ------- | --------------------------- | ------------ |
|         | Report (FIFA) Report (UEFA) | A. Silva 48' |

| Letonia | 0–3                         | Elveția                                        |
| ------- | --------------------------- | ---------------------------------------------- |
|         | Report (FIFA) Report (UEFA) | Seferović 9' Džemaili 54' Rodríguez 58' (pen.) |

| Insulele Feroe | 0–0                         | Letonia |
| -------------- | --------------------------- | ------- |
|                | Report (FIFA) Report (UEFA) |         |

| Andorra | 0–2                         | Portugalia               |
| ------- | --------------------------- | ------------------------ |
|         | Report (FIFA) Report (UEFA) | Ronaldo 63' A. Silva 86' |

| Elveția                                            | 5–2                         | Ungaria               |
| -------------------------------------------------- | --------------------------- | --------------------- |
| Xhaka 18' Frei 20' Zuber 43', 49' Lichtsteiner 83' | Report (FIFA) Report (UEFA) | Guzmics 59' Ugrai 89' |

| Ungaria  | 1–0                         | Insulele Feroe |
| -------- | --------------------------- | -------------- |
| Böde 81' | Report (FIFA) Report (UEFA) |                |

| Letonia                                    | 4–0                         | Andorra |
| ------------------------------------------ | --------------------------- | ------- |
| Ikaunieks 11' Šabala 19', 59' Tarasovs 63' | Report (FIFA) Report (UEFA) |         |

| Portugalia                      | 2–0                         | Elveția |
| ------------------------------- | --------------------------- | ------- |
| Djourou 41' (aut.) A. Silva 57' | Report (FIFA) Report (UEFA) |         |

## Marcatorii
Au fost marcate 82 goluri în 30 meciuri.
15 goluri
- Cristiano Ronaldo

9 goluri
- André Silva

5 goluri
- Ádám Szalai

4 goluri
- Haris Seferović

3 goluri
- Stephan Lichtsteiner
- Valērijs Šabala

2 goluri
- Admir Mehmedi
- Ricardo Rodríguez
- Granit Xhaka
- Steven Zuber
- João Cancelo
- William Carvalho
- Ádám Gyurcsó

1 gol
- Alexandre Martínez
- Marc Rebés
- Eren Derdiyok
- Josip Drmić
- Blerim Džemaili
- Breel Embolo
- Fabian Frei
- Admir Mehmedi
- Breel Embolo
- Fabian Schär
- Xherdan Shaqiri
- Valentin Stocker
- Rógvi Baldvinsson
- Jóan Símun Edmundsson
- Sonni Nattestad
- Gilli Rólantsson
- Gints Freimanis
- Jānis Ikaunieks
- Igors Tarasovs
- Artūrs Zjuzins
- Bruno Alves
- João Moutinho
- Nélson Oliveira
- Dániel Böde
- Balázs Dzsudzsák
- Zoltán Gera
- Richárd Guzmics
- Tamás Kádár
- Ádám Lang
- Roland Ugrai

1 autogol
- Johan Djourou (Jucând contra Portugaliei)